# Andrew McDonald (amerikansk fotboll)
Andrew McDonald, född 8 september 1988 i Indianapolis, är en amerikansk utövare av amerikansk fotboll (offensiv tackle). Han spelar för Seattle Seahawks i NFL sedan 2014.
McDonald opererades 2014 för testikelcancer.